# Prinsenstraat (Paramaribo)
De Prinsenstraat is een straat in het centrum van Paramaribo die loopt van de Saramaccastraat naar de Frederik Derbystraat.

## Naamgeving
Net als de Keizerstraat, Heerenstraat, Gravenstraat en Jodenbreestraat kreeg de Prinsenstraat haar naam in de tijd dat straatnamen in Paramaribo werden toegewezen door ambtenaren in Amsterdam.

## Bouwwerken
De straat begint in noordwaartse richting vanaf de Saramaccastraat en knikt naar noordwestelijke richting vanaf de Timmermanstraat. In dat gedeelte staat de monumentale St. Rosakerk. Vervolgens zijn er kruisingen met de Zwartenhovenbrugstraat, A.L. Waaldijkstraat en Hofstraat. Ze eindigt bij de Frederik Derbystraat, met weerzijds op een hoek het Staatsziekenfonds en een huisartsenpost.

### Monumenten
Het volgende pand in de Prinsenstraat staat op de monumentenlijst:
| Omschrijving | Bouwjaar | Adres                          | Coördinaten                  | Objectnummer? | Afbeelding                    |
| ------------ | -------- | ------------------------------ | ---------------------------- | ------------- | ----------------------------- |
| kerk         | 1911     | Prinsenstraat 10: St. Rosakerk | 5° 49' 21" NB, 55° 9' 49" WL | APO 064       | Meer afbeeldingen Upload foto |

### Brand van 2012
In oktober 2012 brak brand uit in een groot houten pand op de hoek van de Prinsenstraat met de Zwartenhovenbrugstraat. De brand sloeg hierna over, waardoor bij elkaar zeven panden werden verwoest en anderen schade opliepen. Achteraf bleek dat de brandweer over te weinig water beschikte om erger te kunnen voorkomen. In de weken na de brand bewaakte de politie het terrein. Daarna viel het ten prooi aan dieven van oud-ijzer dat na de brand was achtergebleven.